# Dwór w Tłokach
Dwór w Tłokach – dwór z XIX w. we wsi Tłoki, wpisany do rejestru zabytków nieruchomych województwa wielkopolskiego.
Obiekt jest częścią zespołu dworsko-pałacowego.
W drugiej połowie XIX w. po Apolinarym Gajewskim (1801-1870) herbu Ostoja, żonatym z Eleonorą Garczyńską, dobra odziedziczył jego syn, Stefan Gajewski, który w 1890 sprzedał majątek hrabiemu Stefanowi Kazimierzowi Mycielskiemu (1863–1913) herbu Dołęga.

Herb Dołęga